# دومينيك نيرز
دومينيك نيرز (بالألمانية: Dominik Nerz)‏ (و. 1989  م) هو راكب دراجة هوائية ألماني، ولد في فانغن إم آلغوي، شارك في طواف إسبانيا، وطواف إسبانيا 2014، وسباق طواف فرنسا 2012، وطواف فرنسا، وطواف إسبانيا 2013، مركز لعبه هو متخصص التسلق ‏.

## سباقات أو مراحل فاز بها
| التاريخ        | السباق                    | المركز                      |
| -------------- | ------------------------- | --------------------------- |
| 02 أبريل 2011  | جائزة ميغيل إندوراين 2011 | المرتبة 14 في التصنيف العام |
| 11 مارس 2012   | باريس-نيس 2012            | الخامس في تصنيف أفضل شاب    |
| 31 مارس 2012   | جائزة ميغيل إندوراين 2012 | الخامس في التصنيف العام     |
| 01 مايو 2012   | إشبورن-فرانكفورت 2012     | المركز الثاني               |
| 10 يونيو 2012  | كريثيديا دو دوفين 2012    | السادس في تصنيف أفضل شاب    |
| 22 يوليو 2012  | سباق طواف فرنسا 2012      | الثامن في تصنيف أفضل شاب    |
| 10 مارس 2013   | باريس-نيس 2013            | السادس في تصنيف أفضل شاب    |
| 09 يونيو 2013  | كريثيديا دو دوفين 2013    | الرابع في تصنيف أفضل شاب    |
| 15 سبتمبر 2013 | طواف إسبانيا 2013         | المرتبة 14 في التصنيف العام |
| 15 أكتوبر 2013 | طواف بكين 2013            | الخامس في تصنيف أفضل شاب    |
| 18 مارس 2014   | تيرينو ادرياتيكو 2014     | الرابع في تصنيف أفضل شاب    |

## روابط خارجية
- دومينيك نيرز على موقع الاتحاد الدولي للدراجات (الإنجليزية)
- دومينيك نيرز على موقع أرشيف الدراجات (الإنجليزية)
- دومينيك نيرز على موقع إحصائيات الدراجات الإحترافية (الإنجليزية)
- دومينيك نيرز على موقع نسبة الدراجات (الإنجليزية)
- دومينيك نيرز على موقع CycleBase (الإنجليزية)